# Noctitrella glabra
Noctitrella glabra är en insektsart som beskrevs av Sigfrid Ingrisch 1997. Noctitrella glabra ingår i släktet Noctitrella och familjen syrsor. Inga underarter finns listade i Catalogue of Life.